# Wuchanská univerzita
Wuchanská univerzita (čínsky v českém přepisu Wu-chan ta-süe, pchin-jinem Wǔhàn Dàxué, znaky zjednodušené 武汉大学, tradiční 武漢大學) je univerzita ve Wu-chanu v provincii Chu-pej v Čínské lidové republice. Má přibližně 53 tisíc studentů a kampus o rozloze 196 hektarů.
Byla založena v roce 1893, tedy za říše Čching, pod jménem C’-čchiang süe-tchang (čínsky pchin-jinem Zìqiáng Xuétáng, znaky zjednodušené 自强学堂, tradiční 自強學堂), a později byla několikrát přejmenována. Během Druhé čínsko-japonské války dočasně fungovala v Le-šanu v provincii S’-čchuan.